# José Luís Peixoto

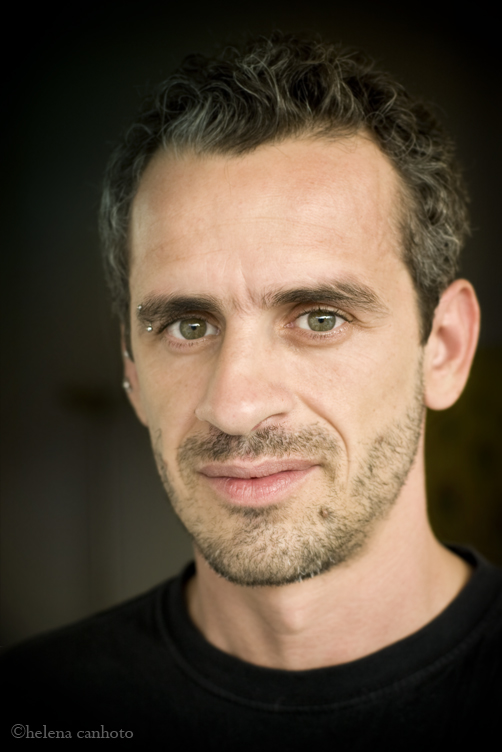
José Luís Peixoto

José Luís Peixoto [pejšotu] (* 4. září 1974, Galveias u Portalegre) je portugalský spisovatel.

## Život
Vystudoval moderní jazyky a literaturu na univerzitě v Lisabonu (Universidade Nova de Lisboa). V současnosti působí jako středoškolský profesor.
Nejvíce proslul svými romány. V roce 2001 získal cenu Josého Saramaga za román Nikdo se nedívá (Nenhum Olhar). Jde o jeho nejpřekládanější text, roku 2004 vyšel i česky.
Krom románů píše též poezii, divadelní hry a filmové scénáře. Vydal také cestopis o Severní Koreji. Pravidelné sloupky publikuje v portugalských časopisech Jornal de Letras a Visão.

### Próza
- 2000 – Morreste-me
- 2000 – Nenhum Olhar
- 2002 – Uma Casa na Escuridão
- 2003 – Antidoto
- 2006 – Cemitério de Pianos
- 2008 – Cal
- 2010 – Livro
- 2011 – Abraço
- 2014 – Galveias
- 2015 – Em Teu Ventre

### Poezie
- 2001 – A Criança em Ruínas
- 2002 – A Casa, a Escuridão
- 2008 – Gaveta de Papéis

### Divadelní hry
- 2005 – Anathema
- 2005 – À Manhã
- 2007 – Quando o Inverno Chegar

### Cestopisy
- 2012 – Dentro do Segredo

## České překlady
- Dítě v troskách (orig . „A Criança em Ruínas“). V Praze: Dauphin, 2009. 79 s. Překlad: Vlastimil Váně
- Nikdo se nedívá (orig. „Nenhum Olhar“). 1. vyd. Brno: Barrister & Principal, 2004. 199 s. Překlad: Desislava Dimitrovová